# سو هوي
سو هوي (بالصينية: 蘇輝) هو مجدف صيني، ولد في 23 مارس 1982 في شيان في الصين.

## وصلات خارجية
- سو هوي على موقع الاتحاد الدولي للتجديف (الإنجليزية)
- سو هوي على موقع أوليمبيديا (الإنجليزية)
- سو هوي على موقع اللجنة الأولمبية الصينية (الإنجليزية)